# Mageljanski galeb
Mageljanski galeb (Leucophaeus scoresbii) je galeb porijeklom iz južnog Čilea i Argentine te Falklandskih otoka. To je obalna ptica nastanjena na stjenovitim, blatnjavim i pješčanim obalama i često se nalazi oko kolonija morskih ptica. Ima sivkasto perje, a perje na krilima tamnije je nijanse. Ti galebovi imaju raznoliku prehranu, a jedu mnoge stvari, od dagnji do strvine.
Suvremeni znanstveni naziv Leucophaeus scoresbii, zajedno sa zastarjelim imenom Scoresbyjev galeb, su u čast engleskog istraživača Williama Scoresbyja (1789. – 1857.).

## Rasprostranjenost
Živi oko obala Čilea, Argentine i Falklandskih otoka. Može zalutati u Južnu Georgiju i otoke Južni Sandwich. Može se probaći na stjenovitim obalama i u blizini ostalih kolonija morskih ptica, klaonica, izljeva otpadnih voda i farmi.

## Ponašanje
Ovaj galeb je čistač i oportunistički grabežljivac. Hrani se strvinom, iznutricama, ptičjim jajima, gnijezdima, morskim beskralježnjacima i drugom prirodnom hranom. Kada ljudi ometaju gnijezdenje morskih ptica, mageljanovi galebovi iskorištavaju odsutnost odraslih ptica i napadaju njihova nezaštićena gnijezda. Otkriveno je da je otklanjanje ljudi iz područja u kojima su se gnijezdili kormorani povećalo reproduktivni uspjeh kormorana. Također koristi aktivnost morskih sisavaca i tako dolazi do mrtvih riba.
Gnijezde se u malim kolonijama do 200 parova i obično su na niskim liticama, pješčanim ili šljunčanim plažama, rtovima ili močvarnim depresijama. Dva do tri jajašca polažu se u prosincu, a ptići polete u ožujku. Stariji ptići se okupljaju u jaslicama.

## Status
IUCN svrstava ovu vrstu u kategoriju "Najmanja zabrinutost". To je zato što ima vrlo širok raspon, stabilnu populaciju i procjenjuje se da ukupno živi od 10.000 do 28.000 jedinki.

## Vanjske poveznice
|  | Zajednički poslužitelj ima stranicu o temi Leucophaeus scoresbii    |
|  | Zajednički poslužitelj ima još gradiva o temi Leucophaeus scoresbii |
|  | Wikivrste imaju podatke o taksonu Leucophaeus scoresbii             |